# Немойтовский сельсовет
Немойтовский сельсовет — административная единица на территории Сенненского района Витебской области Белоруссии. Административный центр — агрогородок Немойта.

## История
Немойтовский сельский Совет был образован 17 июля 1924 года.
29 апреля 2004 года в состав сельсовета включены населённые пункты упразднённого Рясненского сельсовета.

## География
Расположен в 8 км от города Сенно по Оршанскому направлению.
Граничит с Коковчинским, Белицким, Студёнковским сельсоветами и г. Сенно.

## Состав
Немойтовский сельсовет включает 46 населённых пункта:
- Александровская — деревня.
- Андрейчики — деревня.
- Бобоедово — деревня.
- Богданово — деревня.
- Боровики — деревня.
- Боярщина — деревня.
- Будище — деревня.
- Будно — деревня.
- Буй — деревня.
- Васильково — деревня.
- Вейно — деревня.
- Воронино — деревня.
- Головачи — деревня.
- Дворец — деревня.
- Домашево — деревня.
- Дружба — посёлок[2].
- Дубовцы — деревня.
- Заборье — деревня.
- Климовичи — деревня.
- Кожемяки — деревня.
- Козловка — деревня.
- Комарово — деревня.
- Крыльцово — деревня.
- Ладиково — деревня.
- Можулево — деревня.
- Морозовка — деревня.
- Немойта — агрогородок.
- Пацково — деревня.
- Первомайская — деревня.
- Поповка — деревня.
- Поречье — деревня.
- Пурплево — деревня.
- Рай — деревня.
- Раков Застенок — деревня.
- Расходна — деревня.
- Розмыслово — деревня.
- Рясно — деревня.
- Секирино — деревня.
- Серкути — деревня.
- Сукремно — деревня.
- Сычево — деревня.
- Тесище — деревня.
- Тимирязево — деревня.
- Труд — посёлок[2].
- Хаменичи — деревня.
- Чутьки — деревня.

Упразднённые населённые пункты на территории сельсовета:
- Кузьмино — деревня[3]

## Культура
Расположены Красносельский сельский клуб, Красносельская сельская библиотека, Немойтовский сельский Дом культуры, Немойтовская сельская библиотека.

## Достопримечательность
- Почитаемый камень (кравец), около 10 тыс. лет до н. э., 0,4 км юго-западнее д. Воронино
- Курганный могильник IX - XIII в., северная окраина д. Тимирязево
- Братская могила (1944 г.) в д. Рясно

## Известные уроженцы
- Матрёна Сергеевна Маркевич (Кацар), уроженка деревни Климовичи, автор орнамента на Государственном флаге Республики Беларусь. В 2015 году в г. Сенно в честь М. С. Маркевич установлен Памятный знак «Родны край».